# 黎鼎
黎鼎（1443年—1502年），字汝重，廣東省廣州府南海縣夏教堡人，軍籍，治《易經》。

## 生平
十月初十日生，行二，由府學生中式成化十年（1474年）甲午科廣東鄉試第三十三名舉人，會試中式第五十九名。年三十三歲中式成化十一年乙未科第三甲第一百六十七名進士。歷官行人司行人、南京廣西道監察御史，弘治二年（1489年）正月遷廣西按察司佥事，曾平定大藤峽巨寇。以征獞贼功，九年（1496年）三月升廣西布政司左參議，以老病歸。有《公餘集》藏于家。

## 家族
曾祖黎伯英；祖黎智安；父黎紘；母黃氏；繼母陳氏。具慶下，妻周氏，兄昂，弟冕；昹。